# Toridaga-Ko
Toridaga-Ko è un comune rurale del Mali facente parte del circondario di Niono, nella regione di Ségou.
Il comune è composto da 19 nuclei abitati:
- Abdoulaye Camp
- B10
- Bolibana (centro principale)
- Boye-Boye
- Daba Camp
- Dabacourou Camp
- Dobougou
- Dobougou Camp
- Fraction Bella
- Kanassako
- Mabrouck Kouréch
- N'Dilla
- ND11
- Sarango
- Sinsana
- Siracoro Camp
- Soungalo Camp
- Tièmèdely Coura
- Tougou Coura